# Charlie Heaton

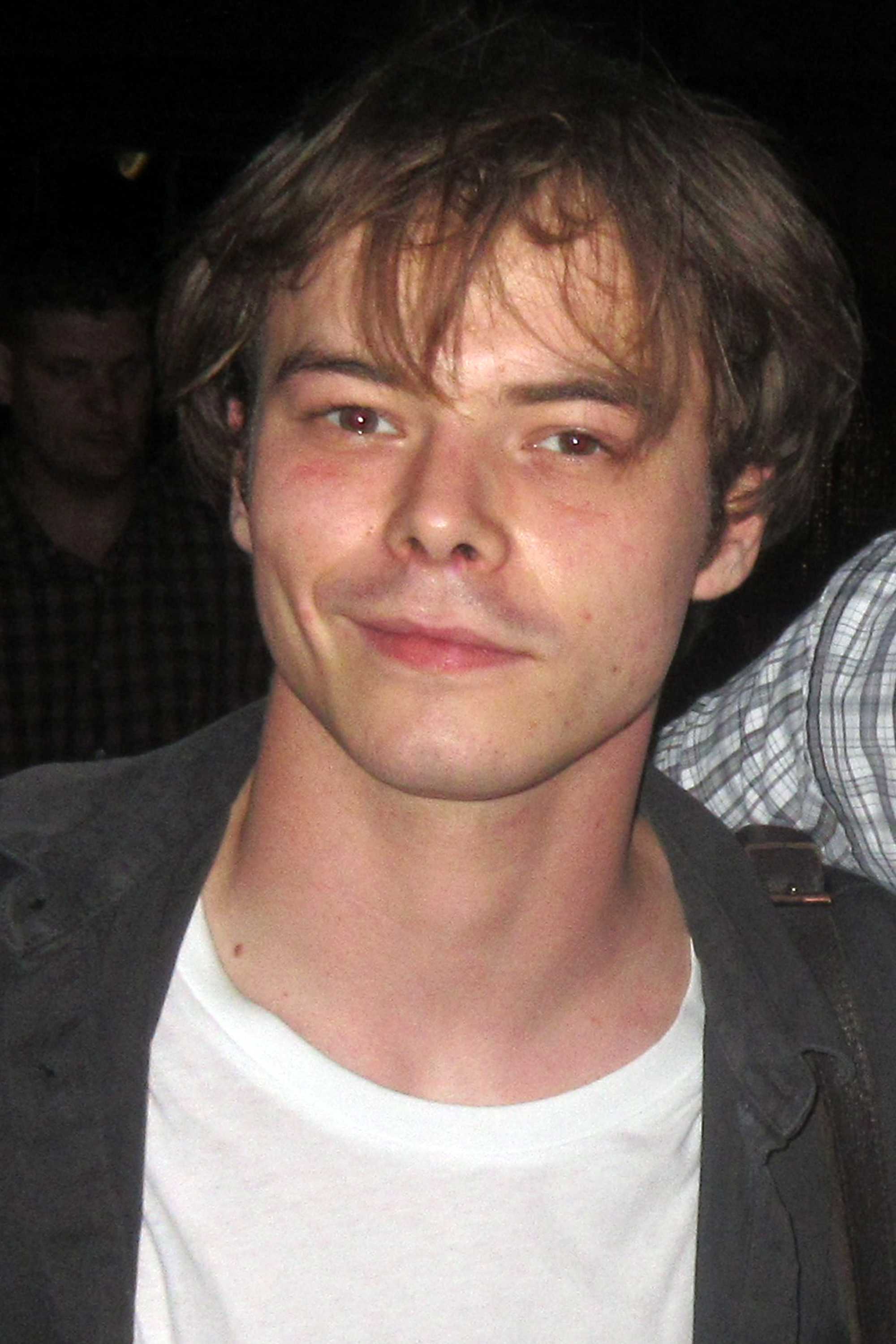
Charlie Heaton (2017)

Charlie Ross Heaton (* 6. Februar 1994 in Leeds, East Riding of Yorkshire) ist ein britischer Schauspieler.

## Leben und Werdegang
Charlie Heaton stammt aus Bridlington an der Küste Yorkshires. Im Alter von 16 Jahren zog er zu seinem Vater nach London. Dort wurde er Drummer der Rockband Comanechi, wirkte an deren zweitem Album mit und ging mit ihnen auf eine Welt-Tournee.
Danach begann er als Darsteller zu arbeiten. Bei seinem ersten Engagement spielte er in einem Werbespot für die Schweizerische Unfallversicherungsanstalt. Sein Fernsehdebüt hatte er in der 2015 ausgestrahlten Inspector-Banks-Doppelfolge What Will Survive. Es folgten Auftritte in einem Kurzfilm und in den Serien Vera – Ein ganz spezieller Fall und Casualty. Seine ersten Rollen für die Leinwand hatte er in den Filmen Urban & the Shed Crew, Return of the Footsoldier und As You Are.
Im Juli 2016 wurde dann auf Netflix die Mystery-Serie Stranger Things veröffentlicht. Charlie Heaton spielt darin in einer Hauptrolle den schüchternen Teenager Jonathan Byers, der seinen verschwundenen Bruder sucht. Die Serie fand bei Kritikern Anklang, wurde ein Erfolg für Netflix und Heaton wurde für die weiteren Staffeln verpflichtet. Zudem erhielt er 2017 zusammen mit seinen Mitschauspielern den Screen Actors Guild Award für das beste Ensemble einer Dramaserie.
Später im Jahr 2016 erschien der Film Shut In, in dem Heaton an der Seite Naomi Watts’ eine Hauptrolle spielt.

## Filmografie
- 2015: Inspector Banks (DCI Banks, Fernsehserie, 2 Folgen)
- 2015: The Schoolboy (Kurzfilm)
- 2015: Vera – Ein ganz spezieller Fall (Vera, Fernsehserie, eine Folge)
- 2015: Casualty (Fernsehserie, 2 Folgen)
- 2015: Urban & the Shed Crew
- 2015: Return of the Footsoldier
- 2016: As You Are
- 2016: Shut In
- seit 2016: Stranger Things (Fernsehserie)
- 2017: Das Geheimnis von Marrowbone (Marrowbone)
- 2020: No Future
- 2020: The New Mutants
- 2020: Soulmates (Fernsehserie, Folge 1x05)
- 2021: The Souvenir Part II